# Zbigniew Storożyński
Zbigniew Storożyński ps. „Przerzutka”, „Fernando” (ur. 11 grudnia 1921 w Podhajcach, zm. 17 września 2013) – żołnierz Szarych Szeregów oraz Armii Krajowej, powstaniec warszawski, konstruktor budowlany.

## Życiorys
W roku 1938 ukończył I Miejską Szkołę Rzemieślniczą im. Michała Konarskiego w Warszawie. Był członkiem 10 Warszawskiej Drużyny Harcerzy im. Stefana Batorego. We wrześniu 1939 roku wstąpił do Szarych Szeregów, przybierając pseudonim „Przerzutka”. Brał udział m.in. w kolportażu prasy podziemnej oraz akcjach „małego sabotażu”. W tym samym czasie, w 1941 roku ukończył konspiracyjny kurs Towarzystwa Kultury Technicznej (Wydział Budowy Maszyn). W grudniu 1941 roku wstąpił w szeregi Armii Krajowej, zostając żołnierzem Obwodu Mokotów AK i otrzymując stopień kaprala. Został skierowany do Szkoły Podchorążych Rezerwy Piechoty Agricola, ukończył również konspiracyjne Gimnazjum i Liceum im. Stanisława Staszica (1944). W 1943 roku został awansowany na kaprala podchorążego i mianowany dowódcą II plutonu w 1 kompanii CKM. W lutym 1944 roku przeszedł do Kierownictwa Walki Cywilnej jako instruktor broni. W tym samym roku powrócił do służby wojskowej jako dowódca drużyny w IV plutonie 1. kompanii batalionu „Parasol”. Jeszcze przed wybuchem powstania, w kwietniu 1945 roku poślubił Janinę Cieżąrek – harcerkę i łączniczkę ruchu oporu.
W powstaniu warszawskim pełnił funkcję dowódcy 2 drużyny i plutonu batalionu. Walczył na Woli, m.in. w rejonie ulic: Żytniej, Wolskiej (walki o Pałacyk Michlera) oraz Młynarskiej. 8 sierpnia 1944 roku został ranny podczas walk na cmentarzu ewangelicko-augsburskim. Przewieziono go do Szpitala Jana Bożego, a następnie do punktów sanitarnych przy ul. Długiej oraz przy pl. Krasińskich. Po przejściu kanałami do Śródmieścia został skierowany do szpitala przy ul. Poznańskiej, gdzie z uwagi na zachorowanie na tyfus plamisty pozostał do końca powstania. Pod koniec sierpnia 1944 roku awansowano go do stopnia podporucznika. Po upadku powstania, 4 października wyszedł z miasta i został skierowany do obozu w Pruszkowie. Uciekł z transportu i ukrywał się w Podkowie Leśnej oraz Sochaczewie. Do Warszawy powrócił w lutym 1945 roku.
Po zakończeniu działań wojennych ukończył Szkołę Inżynierską im. H. Wawelberga i S. Rotwanda w Warszawie na Wydziale Lotniczym. Należał do Służby Polsce. Uzyskał uprawnienia do pilotażu szybowców, rozpoczął również szkolenie w zakresie pilotażu samolotów silnikowych (1947). Z obozu szkoleniowego został wydalony za śpiewanie pieśni religijnych podczas apeli. Bezskutecznie starał się o przyjęcie do pracy w warszawskim Instytucie Lotnictwa, gdzie jego podania oddalano ze względu na akowską przeszłość. Ostatecznie podjął pracę w budownictwie jako konstruktor (do 1978 roku). Projektował m.in. zakłady produkcji betonu oraz przemysłu drzewnego. Był delegatem Ministerstwa Budownictwa PRL w ZSRR, NRD oraz Rumunii (m.in. przewodnicząc delegacji polskiej na naradę ekspertów w Bukareszcie).
W latach 1967–2000 był trzykrotnie awansowany: na stopień majora (1967), kapitana (1999) oraz podpułkownika (2000). Był członkiem Związku Kombatantów RP i Byłych Więźniów Politycznych. Za swe zasługi został odznaczony m.in. Krzyżem Srebrnym Orderu Virtuti Militari oraz Krzyżem Komandorskim Orderu Odrodzenia Polski (1997).
Został pochowany na Cmentarzu Wojskowym na Powązkach (kw. A, rząd 8, grób 3).